# История на Белград
Белград е един от най-старите градски центрове, тясно свързан с бурната балканска и тази на Европа история.

## Значение
Историята на града датира на близо 7000 години. Стратегическото място на което е разположен Белград е предопределило и неговата историческа съдба претърпяла редица премеждия през отделните периоди. От Античния Сингидунум и средновековната Белградска крепост започва най-важната пътна европейска артерия към Ориента и Светите земи – Виа Милитарис. Белградската крепост е последната християнска опора след превземането на Константинопол от османските турци по пътя им към сърцето на Европа. След общоевропейския призив на първата печатна книга, османското настъпление на северозапад е спряно пред стените на Белград от видния член на ордена на Дракона и един от последните рицари-кръстоносци, определен и за владетел на България от папата – Ян Хуниади. Саможертвата на Хуниади под Белград, забавила настъплението на османците с половин век, е непосредствено последвана от редица събития с изключителна важност и значение за световната история и съдбата на човечеството и на изток и на запад:
1. династичния брак на София Палеологина с Иван III;
2. изграждането на Сикстинската капела и
3. обединението на Испания с откриването на Америка.

И до днес камбаните на Нотр Дам и всички католически църкви в Европа бият на обед в чест на победата на Хуниади над Мехмед Завовевателя, определена като „решаваща съдбата на християнството“..
Белград през средновековието, до овладяването му от Сюлейман Велики през 1521 г. е основно обвързан с историята на България и в по-малка степен с тази на Унгария.

## Праистория
Районът около влива на Сава в Дунав е населяван от периода на палеолита. От старокаменната епоха са открити черепи на неандерталци и останки от човешки кости в кариерата край Лещан, в пещерата на Чукарица и в близост до Байлоновата пиаца.
Останки от култура от новокаменната епоха са намерени във Винча (виж и Винчанска култура), Жарково и Горния град, над Сава и Дунав. Тези артефакти показват, че района на Белград е бил постоянно населяван и че интензитетът на урбанизация се е усилвал с времето. В повечето от населените места от околностите Белград са откритит различни културни пластове от ранни праисторически селища.
Винча край Белград, безспорно е най-важното от тях, а сред другите се открояват археологически разкопки на Роспи кюприя (мост), Горния град, Карабурми, Земун. През бронзовата и желязната епоха културата в района търпи различни културни влияния.

## Древна и антична история
В периода 6 – 4 век пр.н.е. района на античния Сингидунум е арена на масово движение на кимерийско-тракийски и скитски племена.
Първоначално стратегическото място на Белградската крепост е оценено от келтското племе скордиски, които изграждат първите данни за примитивни укрепления на хълма над пресечната точка на двете реки – Дунав и Сава в началото на 3 век пр.н.е.
През 279 г. пр.н.е. е зафиксирано в анали името Сингидунум за първи път.
Римляните завладяват градското укрепено селище в началото на 1 век пр.н.е. и го държат непрекъснато в продължение на четири века. През 86 г. с разделянето на Мизия на Горна и Долна в Сингидунум за охрана на Дунавския лимес и походи срещу даките е лагеруван за постоянно IIII Щастлив Флавиев легион.
С разделянето на Римската империя на Западна и Източна през 395 г., античния Сингидунум става за повече от хилядолетие най-важната стратегическа укрепена точка на Византия досами нейния залез и упадък.

## Средновековна история на Белград
Средновековната история на Белград обхваща времето от заселването на южните славяни на Балканите до превземането на града от османците при Сюлейман Великолепни (630 – 1521).

## Османска история на Белград
В периода 1521 – 1806 (1830 номинално) година е под османско владичество. В 1806 градът е атакуван и превзет от сръбските въстаници предвождани от Карагеорги Петрович, а от 7 май 1841 година е столица на васалното на Високата порта Княжество Сърбия.